# Farbowany lis
Farbowany lis (ros. Крашеный лис, Kraszenyj lis) – radziecki krótkometrażowy film animowany z 1953 roku w reżyserii Aleksandra Iwanowa powstały na podstawie bajki ukraińskiego pisarza Iwana Franki.

## Animatorzy
Faina Jepifanowa, Lidija Riezcowa, Roman Dawydow, Wiktor Lichaczew, Jelizawieta Komowa, Mstisław Kupracz

## Nagrody
- 1953: Dyplom na IV Międzynarodowym Festiwalu Filmów dla Dzieci i Młodzieży w Wenecji.

## Wersja polska
Seria: Bajki rosyjskie (odc. 7)
W wersji polskiej udział wzięli:
- Joanna Jędryka
- Jacek Bończyk jako Lis
- Ryszard Olesiński
- Tomasz Bednarek jako Wilk
- Włodzimierz Press
- Krzysztof Strużycki jako jeżyk

Realizacja:
- Reżyseria: Stanisław Pieniak
- Dialogi: Stanisława Dziedziczak
- Opracowanie muzyczne: Janusz Tylman,
- Dźwięk: Robert Mościcki, Marcin Kijo, Joanna Fidos
- Montaż: Dorota Sztandera
- Kierownictwo produkcji: Krystyna Dynarowska
- Opracowanie: Telewizyjne Studia Dźwięku – Warszawa
- Lektor: Krzysztof Strużycki